# Reumert (Theaterpreis)/Beste Nebendarstellerin
Reumert: Beste Nebendarstellerin (Årets Kvindelige Birolle)
Gewinner und Nominierte in der Kategorie Beste Nebendarstellerin (Årets Kvindelige Birolle) seit der ersten Verleihung im Jahr 1999. Unter drei Nominierten wird eine Preisträgerin ausgezeichnet, wobei Schauspielerinnen für mehrere Darstellungen nominiert werden können. Bisher konnte die Auszeichnung niemand doppelt gewinnen. Merete Voldstedlund wurde 2010 für drei unterschiedliche Darstellungen ausgezeichnet, für Petra von Kants bitre tårer,  Noras Sønner und Undskyld gamle ....

## 1990er-Jahre
| Jahr | Preisträger  | Theaterstück                  | Nominierungen                                                                     |
| 1999 | Lily Weiding | Aske til Aske – Støv til støv | Sofie Gråbøl für Snart kommer tiden Birthe Neumann für Det' en skam hun er en mær |

## 2000er-Jahre
| Jahr | Preisträger           | Theaterstück               | Nominierungen                                                                               |
| 2000 | Sofie Gråbøl          | Gengangere                 | Paprika Steen für Længe Siden Vera Gebuhr für Scener fra et århundrede                      |
| 2001 | Ulla Henningsen       | Woyzeck                    | Lisbet Dahl für Aladdin Ida Dwinger für Egelykke sowie Knivskarpe Polaroider                |
| 2002 | Stine Schrøder Jensen | Strip                      | Lene Maria Christensen für Amadeus Birthe Neumann für Jean de France                        |
| 2003 | Bodil Udsen           | Misantropen                | Mette K. Madsen für Baby Isa Holm für At dø eller ikke at dø                                |
| 2004 | Lane Lind             | Stor ståhej for Ingenting  | Charlotte Bøving für Verdens Ende Mette K. Madsen für Verdens Ende                          |
| 2005 | Marie Louise Wille    | Frøken Julie Anna Karenina | Lene Maria Christensen für Pelikanen Jannie Faurschou für Camping                           |
| 2006 | Marianne Mortensen    | Brandes                    | Bolette Schrøder für Manden der forvekslede sin kone med en hat Ida Dwinger für De Skamløse |
| 2007 | Bente Eskesen         | Løgn og latin              | Kirsten Olesen für Faust Birthe Neumann für Bunbury                                         |
| 2008 | Louise Fribo          | Hoffmanns Eventyr          | Benedikte Hansen für Hamlet Signe Egholm Olsen für Idioten                                  |
| 2009 | Birthe Neumann        | Håndværkerne Stuk          | Ditte Hansen für En skærsommernatskomedie Helle Dolleris für Den politiske kandestøber      |

## 2010er Jahre
| Jahr | Preisträger         | Theaterstück                                                | Nominierungen                                                                         |
| 2010 | Merete Voldstedlund | Petra von Kants bitre tårer Noras Sønner Undskyld gamle ... | Marianne Høgsbro für Pornografi sowie Håndværkerne Bodil Jørgensen für Wienerballader |
| 2011 | Tammi Øst           | Misantropen                                                 | Kristine Nørgaard für Rødt og Grønt Susanne Saysette für Calendar Girls               |
| 2012 | Sigrid Husjord      | Oliver med et twist                                         | Malene Melsen für Som man behager Kitt Maiken Mortensen für Mågen                     |
| 2013 | Maria Rossing       | Madame Bovary Kagefabrikken                                 | Helle Dolleris für Tartuffe Ditte Laumann für Dengang vi blev væk                     |
| 2014 | Margrethe Koytu     | Varmestuen                                                  | Elsebeth Steentoft für Spørg de Voksne Kaya Brüel für Pigen med paraplyerne           |
| 2015 | Hanne Uldal         | Cabaret                                                     | Meike Bahnsen für 1864 – den sande historie Jannie Faurschou für Indenfor murene      |
| 2016 | Mette Døssing       | Frøken Julie                                                | Kirsten Olesen für Vintersolhverv Amanda Collin für H.C. Andersens samlede eventyr    |